# Список самых высоких зданий и сооружений Пхеньяна
В список самых высоких зданий и сооружений Пхеньяна включены высотные здания и сооружения высотой более 100 м.
Для жилых зданий, высота которых неизвестна, но известна этажность, общая высота вычисляется по формуле, рекомендуемой специалистами Совета по высотным зданиям и городской среде: для жилых зданий и отелей высота этажа принимается равной 3,1 м, для офисных — 3,9 м, для многофункциональных — 3,5 м. Соответственно, критерий включения в список для зданий с неизвестной высотой является следующим: 28 надземных этажей для жилых зданий, 25 этажей для многофункциональных, 22 этажа для офисных. Надземные технические этажи также учитываются. Если здание имеет не менее двух этажей с повышенной высотой потолков и изначально предназначенных под офисы, магазины, пентхаусы или художественные мастерские, то критерий включения в список снижается минимум на 1 этаж.
| Место | Название строения     | Фото | Высота, м | Этажность | Год постройки | Сноски |
| ----- | --------------------- | ---- | --------- | --------- | ------------- | ------ |
| 1     | Гостиница «Рюгён»     |      | 330       | 105       | 1987—2012     | [ 2 ]  |
| 2     | Башня идей Чучхе      |      | 170       | —         | 1982          | [ 3 ]  |
| 3     | Гостиница «Янгакто»   |      | 170       | 47        | 1986—1995     | [ 4 ]  |
| 4     | Пхеньянская телебашня |      | 150       | —         | 1967          | [ 5 ]  |
| 5     | Гостиница «Корё»      |      | 143       | 40        | 1985          | [ 6 ]  |
| 6     | Жилой дом «Kwangbok»  |      | ≈130      | 42        | 1989          | [ 7 ]  |